# Чистый понедельник
Чи́стый понеде́льник — в православной традиции первый день Фёдоровой недели и Великого поста.
В Русской православной церкви «Чистый понедельник» — неканоническое название первого дня Великого поста.

## Другие названия
рус. Полоскозуб, Тужилки по Масленице; полес. Вступник, Гувесна, Дужики, Запустный понедельник, Полоскание, Понедельник-полоскозуб, Пополоконы, Ступник, Твердопост, Твердопостье, Твёрдый пост; болг. Песи понеделник «собачий понедельник», Кукеровден, Куковден,  Старцовден; серб. Чисти попеделак; греч. Καθαρά Δευτέρα «чистый понедельник».

## Значение в православии
Тема чистого понедельника затрагивается ещё в Ветхом Завете, чтение которого во всех храмах начинается с этого дня, начиная с шестого часа. В этом часе читается Книга пророка Исаии (I:1-20), в которой в частности говорится:

16Омойтесь, очиститесь; удалите злые деяния ваши от очей Моих; перестаньте делать зло; 17научитесь делать добро, ищите правды, спасайте угнетенного, защищайте сироту, вступайтесь за вдову. 18Тогда придите — и рассудим, говорит Господь. Если будут грехи ваши, как багряное,— как снег убелю; если будут красны, как пурпур, — как волну убелю.— Исаия, глава I
В «Чистый понедельник» во время первого великопостного Великого повечерия начинается чтение Великого покаянного канона св. Андрея Критского и другие покаянные молитвы, напр., молитва Ефрема Сирина «Господи и Владыко живота моего», которая в дальнейшем будет возноситься во все дни Великого Поста.

## «Тужилки по Масленице»
У православных славян первый день Великого поста и его первой недели; средоточие очистительных обрядов, связанных с переходом от масленичной скоромной пищи и разгула к великопостным ограничениям, как пищевым, так и поведенческим. У славян-католиков начало поста приходится на среду (см. Пепельная среда в славянской традиции).
В конце XIX века в России больша́я часть масляничных кутил, несмотря на строгий пост, в этот день «полоскали рот», то есть опохмелялись. Говорили: «У кого скором в зубах навязнет, тот будет чертей во сне видеть». Затем они ходили в баню и покрикивали: «поддай пару маслянице». После бани опять «полоскали рот». Некоторые «полощут свой рот очищенной» почти в продолжении всей первой недели поста. В некоторых местах устраивались кулачные бои, которые должны были способствовать «очищению» от скоромного, их называли «выколачивать лепёшки» (вятск.) или «блины вытрясать» (тульск.).
На Нижегородчине существовал обряд «козья масленица», приуроченный к Чистому понедельнику или первому воскресенью Великого поста и отмеченный вождением по улицам убранного венком и лентами козла.
Северные удмурты первый день Великого поста называли Крэнь «хрен». В этот день ходили в гости и угощали друг друга квасом с хреном и редькой.